# Biblioteca Digital de Castilla y León
La Biblioteca Digital de Castilla y León (BDCYL) es un proyecto de la Consejería de Cultura y Turismo de la Junta de Castilla y León, gestionado por la Biblioteca de Castilla y León, que tiene como principal objetivo facilitar a la ciudadanía el acceso libre y gratuito a través de Internet a los fondos bibliográficos y documentales de autores y temas castellanos y leoneses que conservan las bibliotecas, archivos y otras instituciones culturales de la Comunidad Autónoma. De esta forma se difunde nuestro patrimonio bibliográfico y documental y se garantiza la preservación de los bienes que lo constituyen mediante la digitalización de las obras más valiosas.
La Biblioteca Digital de Castilla y León incluye una amplia colección de recursos digitales, que son el resultado de digitalizar las principales obras sobre la historia, el patrimonio, la ciencia, la lengua y la cultura de Castilla y León, de forma que cada una de las provincias y localidades que constituyen nuestra Comunidad Autónoma está presente en los textos de la biblioteca digital.

## Datos
Desde 2008, fecha de inicio del proyecto, la colección de recursos digitales se viene incrementando regularmente, hasta alcanzar la cifra actual (2025) de más de 33.700 obras digitalizadas, que representan casi seis millones de páginas. Según la tipología documental, la colección cuenta con 19.535 libros, 674 revistas, 1.376 manuscritos, 224 mapas, 240 partituras, 265 registros sonoros y 11.354 ilustraciones y fotos.

## Organización
Para facilitar una exploración rápida y cómoda, los documentos están organizados según diversos criterios de acceso, destacando:
- Acceso por soporte o tipo de material:  general (libros, folletos, manuscritos, periódicos y revistas), fotografías, mapas y planos, pliegos de cordel, ilustraciones (carteles, dibujos, grabados), registros sonoros.
- Acceso por colecciones destacadas:[2]

1. Castilla y León: datos enlazados: facilita la navegación a través de los registros y sus relaciones con otros recursos disponibles en la web, como Wikipedia o Google Maps.[3]
2. Archivo Carmen Martín Gaite: reproducciones digitales de obras del archivo personal de Carmen Martín Gaite.[4]
3. Biblioteca Digital de José Zorrilla: reproducciones digitales de obras escritas por José Zorrilla y sobre su obra.[5]
4. Cervantes en las bibliotecas de Castilla y León: reproducciones digitales de obras escritas por Miguel de Cervantes y sobre su obra.[6]
5. Biblioteca Digital Teresiana: reproducciones digitales de obras escritas por santa Teresa de Jesús y sobre su obra.[7]
6. Biblioteca Digital Taurina: reproducciones digitales de libros y revistas del mundo del toro.[8]
7. Publicaciones de la Junta de Castilla y León: reproducciones digitales de publicaciones oficiales y documentos nacidos digitales de los diferentes departamentos de la administración autonómica.[9]
8. Religiosam vitam: 800 años con los Dominicos: reproducciones digitales de obras escritas por los Dominicos o relacionadas con su Orden.[10]

## Proyectos de colaboración
El alto grado de normalización de la BDCYL permite su participación en proyectos de bibliotecas digitales de ámbito nacional e internacional, tales como Hispana, repositorio de recursos digitales españoles, y Europeana, la Biblioteca Digital Europea.

## Galería

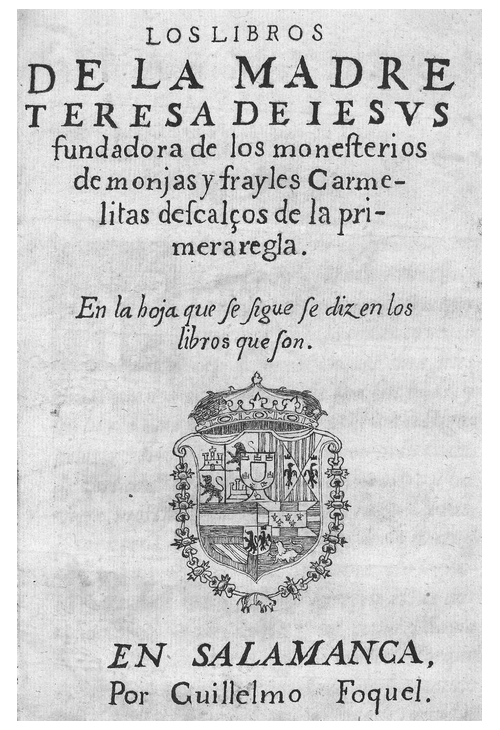
Libros de la Madre Teresa de Jesús 1588
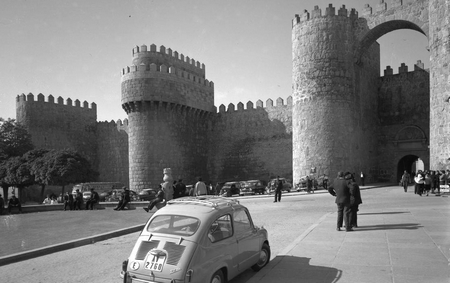
Ávila 1957
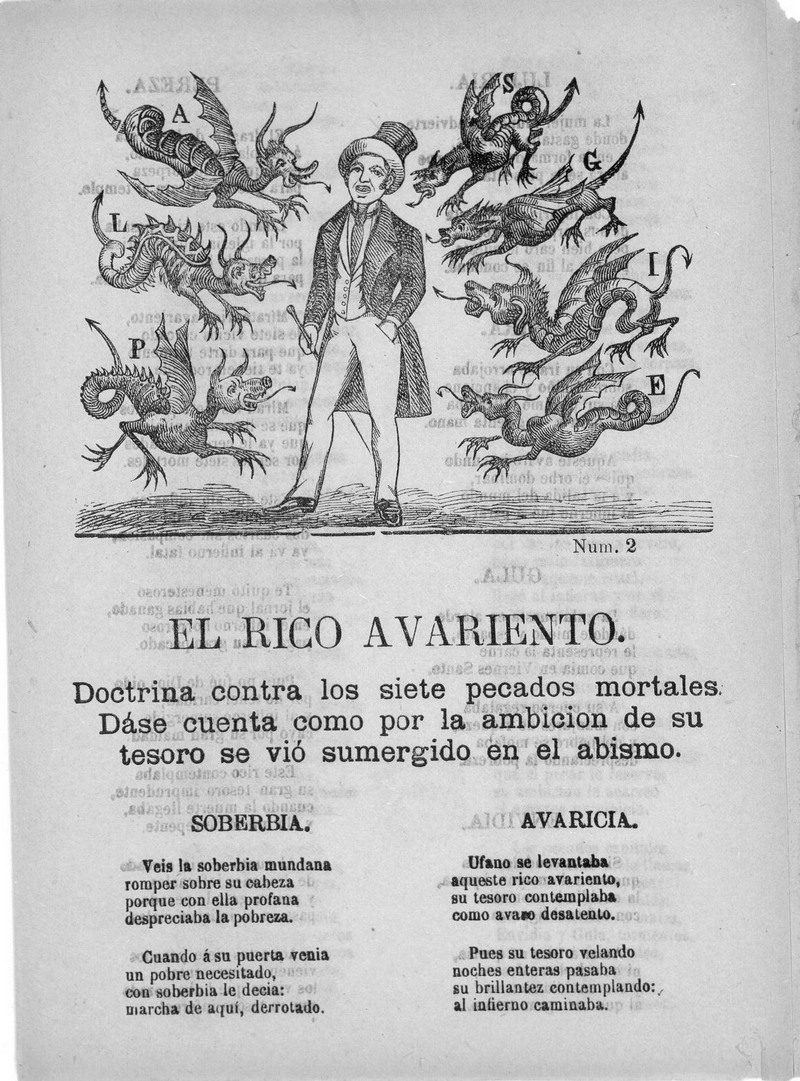
Pliego de cordel: El rico ávaro 1900
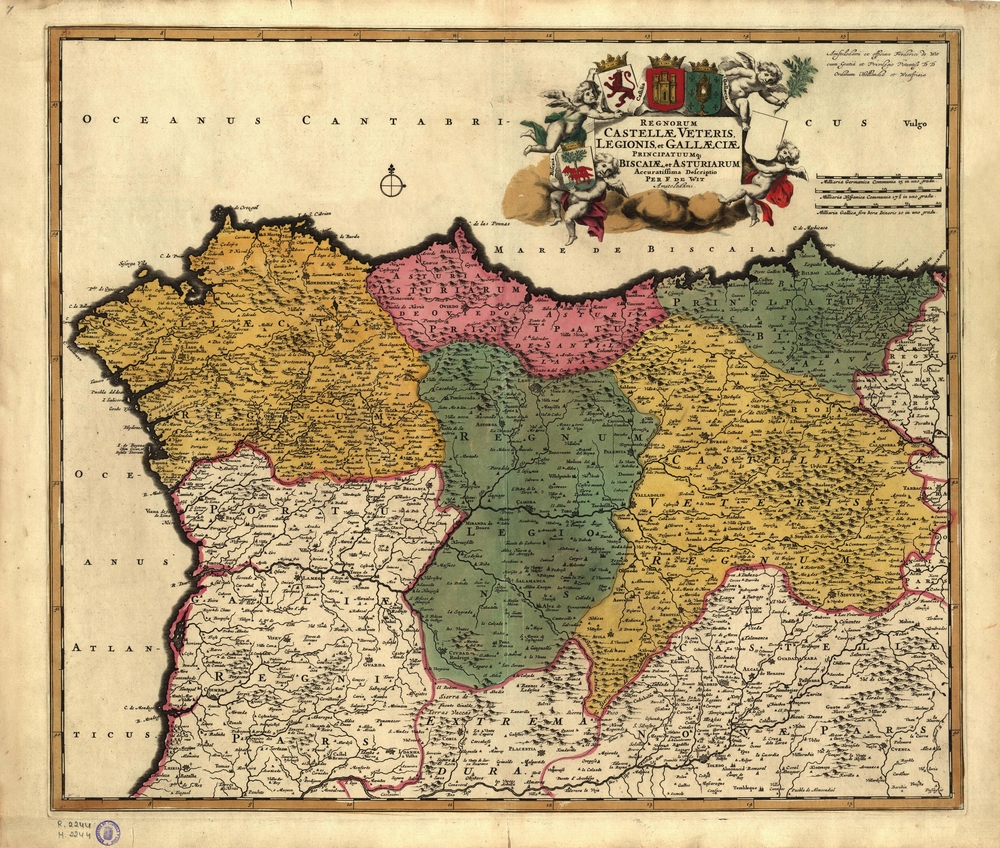
Mapa: Castilla y León 1670-1690
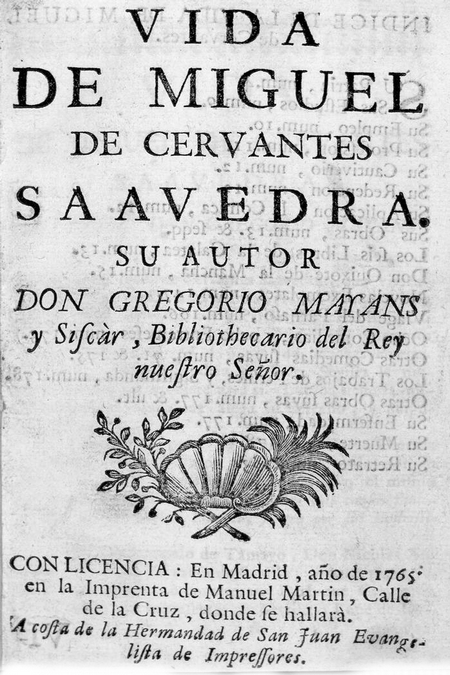
Vida de Cervantes 1765